# Episodi di Rescue Me (settima stagione)
La settima e ultima stagione della serie televisiva Rescue Me, composta da nove episodi, è stata trasmessa sul canale statunitense FX dal 13 luglio al 7 settembre 2011. 
In Italia è stata trasmessa in prima visione su Italia 1 dal 21 novembre al 5 dicembre 2012 in orario notturno.
| nº | Titolo originale | Titolo italiano   | Prima TV USA     | Prima TV Italia  |
| -- | ---------------- | ----------------- | ---------------- | ---------------- |
| 1  | Mutha            | Madre             | 13 luglio 2011   | 21 novembre 2012 |
| 2  | Menses           | Visita medica     | 20 luglio 2011   | 22 novembre 2012 |
| 3  | Press            | L'intervista      | 27 luglio 2011   | 23 novembre 2012 |
| 4  | Brownies         | I brownies        | 3 agosto 2011    | 27 novembre 2012 |
| 5  | Head             | Occhio per occhio | 10 agosto 2011   | 28 novembre 2012 |
| 6  | 344              | 344               | 17 agosto 2011   | 29 novembre 2012 |
| 7  | Jeter            | Derek Jeter       | 24 agosto 2011   | 30 novembre 2012 |
| 8  | Vows             | Promesse          | 31 agosto 2011   | 4 dicembre 2012  |
| 9  | Ashes            | Ceneri            | 7 settembre 2011 | 5 dicembre 2012  |